# 장프랑수아 밀레
장프랑수아 밀레(프랑스어: Jean-François Millet, 1814년 10월 4일~1875년 1월 20일)는 프랑스의 화가이자 바르비종파의 창시자 중 한 사람이다. 《이삭 줍는 여인들》, 《만종》, 《씨 뿌리는 사람》 등 농부들의 일상을 그린 작품으로 유명하며, 사실주의(Realism) 혹은 자연주의(Naturalism) 화가라 불리고 있다. 그는 데생과 동판화에도 뛰어나 많은 걸작품을 남겼다. 밀레의 그림은 19세기 후반의 전통주의로부터 모더니즘으로의 전환을 보여준다. 《이삭줍기》와 같은 밀레의 작품은 사회주의자로부터는 찬사를 받았지만, 보수주의자로부터는 비판을 받았다. 사실주의, 인상주의, 후기인상주의 화가들에게 영향을 미쳤다.

## 생애

### 유년 시절
밀레는 장루이 니콜라(Jean-Louis-Nicolas)와 에메 앙리에트 아델라이드 앙리(Aimée-Henriette-Adélaïde Henry) 사이에서 장남으로 태어났다. 그는 노르망디의 그레빌 아그(Gréville-Hague)에 있는 작은 마을 그뤼시(Gruchy)에서 태어났는데, 이곳은 농업이 주된 삶이었던 지역이었기에 어린 시절부터 농부들의 삶을 관찰하며 자라났다. 가톨릭 사제였던 삼촌의 도움으로 밀레는 라틴어와 근대 문학 작가들에 대해 배웠다. 일찍부터 성인전에 감명을 받아 종교적인 장면의 데생을 즐겨 그렸다. 
1833년 재능을 인정한 아버지에 의해 셰르부르옥트빌(Cherbourg-Octeville)로 보내져 그곳에서 초상화가 폴 뒤무셸(Paul Dumouchel)에게서 그림을 배우기 시작했다. 1835년 밀레는 그로(Baron Gros)의 제자였던 뤼시앵 테오필 랑글루아(Lucien-Théophile Langlois)에게 정식으로 그림 수업을 받게 되었다. 랑글루아와 다른 이들이 밀레에게 준 장학금으로 1837년 그는 파리 에콜 데 보자르(École des Beaux-Arts)로 이주하여 폴 들라로슈(Paul Delaroche)에게서 그림을 계속 배우는 한편, 루브르 박물관에서 푸생의 작품을 연구하였다. 1839년에 그의 장학금 수여는 종결되었으며 파리 살롱에 제출했던 그의 작품은 거절당하게 된다.

### 파리
그의 첫 작품이었던 초상화가 1840년 파리 살롱에 전시되게 되자, 밀레는 셰르부르(Cherbourg)로 돌아가 초상화가로 개업하게 되었다. 이듬해 폴린 비르지니 오노(Pauline-Virginie Ono)와 결혼하였으나 생활이 어려워 다시 파리에 나와 간판·미인화 등을 그려 생활해 나갔다. 1843년 파리 살롱에서 작품 전시를 거절당하고 아내인 폴린이 폐병으로 죽자, 밀레는 셰르부르로 다시 돌아갔다. 1845년 그는 카트린 르메르(Catherine Lemaire)와 함께 르아브르(Le Havre)로 이사하여 1853년 결혼식을 올렸다. 그들은 9명의 자식을 갖게 되었고 이후 그녀는 밀레의 여생 동안 함께 살게 된다. 르아브르에서 그는 초상화 작품이나 풍속화들을 그리면서 몇 달간을 보내다가 다시 파리로 이사를 가게 되었다.
1840년 중반 즈음 밀레는 콩스탕 트루아용(Constant Troyon), 나르시스 디아즈(Narcisse Diaz), 샤를 자크(Charles Jacque)를 비롯하여 후에 밀레처럼 바르비종파 화가로 알려지는 테오도르 루소(Théodore Rousseau)와 친구가 된다. 또한 밀레는 그의 명암 기법에 많은 영향을 주게 된 오노레 도미에와 밀레의 전기 작가이자 정부 관직을 지내고 있었으며 훗날 밀레 일생의 후원자가 된 알프레드 상시에(Alfred Sensier)와 만나게 되었다. 1847년 그는 처음으로 파리 살롱에서 성공적인 전시회를 갖게 되었는데, 이때 전시된 작품으로는 《나무에서 떨어진 오이디푸스》(Oedipus Taken down from the Tree)가 있었다. 1848년 그려진 《곡식을 키질하는 사람》(The Winnower)은 정부가 직접 구입하기도 했다.

### 씨 뿌리는 사람

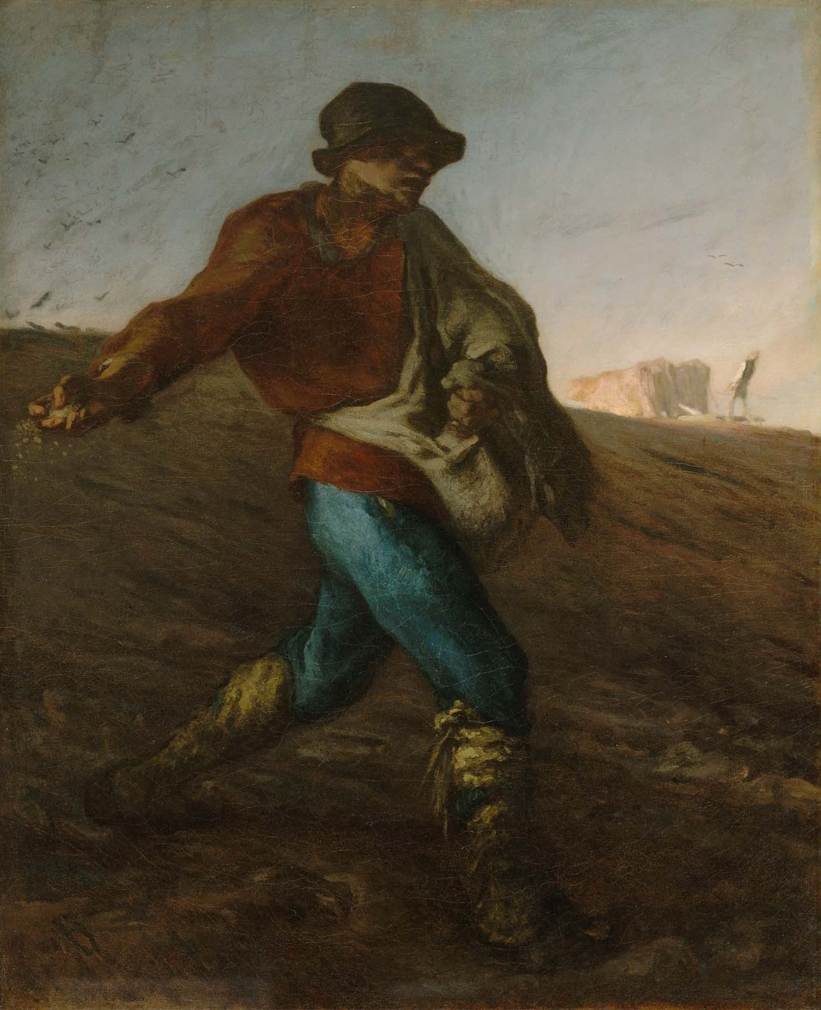
《씨 뿌리는 사람》, 1850년. 미술 박물관, 보스턴.

1849년 밀레는 《추수하는 사람들》(The Harvesters)을 그려 국가에 기증하였다. 파리 살롱에서는 같은 해에 '숲의 가장자리에 앉아 있는 양치기》(Shepherdess Sitting at the Edge of the Forest)라는 작품을 전시했다. 이 작품은 매우 작은 유화작으로 이전까지 그가 그려왔던 미화되고 목가적인 주제에서 보다 더 사실적이고 화가 개성적인 기법을 사용했다. 같은 해 6월 그는 파리에 콜레라가 유행하자 파리의 교외인 바르비종으로 옮기고, 본격적인 농민 화가로서 전원 생활의 정경을 그렸다. 그는 가난에 쪼들렸으나 신념을 굽히지 않고, 농민의 모습을 종교적인 분위기로 심화시켜 소박한 아름다움으로 표현하였다.
1850년 밀레는 그의 열렬한 후원자인 상시에에게서, 그에게 작품을 그려주는 대가로 지속적인 후원을 약속하기로 합의를 보았다. 물론 그는 다른 구매 희망자를 위해 작품활동을 계속할 수 있었다. 이 해에 파리 살롱에서 밀레는 《이삭 줍는 여인들》(The Gleaners), 《만종》과 함께 걸작이라 평가되는 3개의 작품들 중에 가장 초기 작품인 《씨 뿌리는 사람》(The Sower)을 전시하게 된다.
1850년에서 53년까지 밀레는 그가 가장 중요시했으며 가장 오랫동안 작업하게 된 작품 《추수하는 사람들의 휴식시간》(Harvesters Resting)을 그리게 되었다. 미켈란젤로나 푸생과 같은 그의 개인적인 영웅 화가들에게 필적하기 위하여 그려진 이 그림은, 밀레의 그림 인생에 있어 농부들의 일상만을 상징적인 형태로 표현하기보다 사회적인 상황 자체를 상징적인 기법으로 나타내는 전환점이 되어주었다. 이 작품은 밀레가 날짜를 기록한 일한 작품이며, 파리 살롱에서 1853년 2위에 해당하는 메달을 수여받으면서 공식적인 명예를 쌓도록 도와준 작품이었다.

### 이삭 줍는 여인들

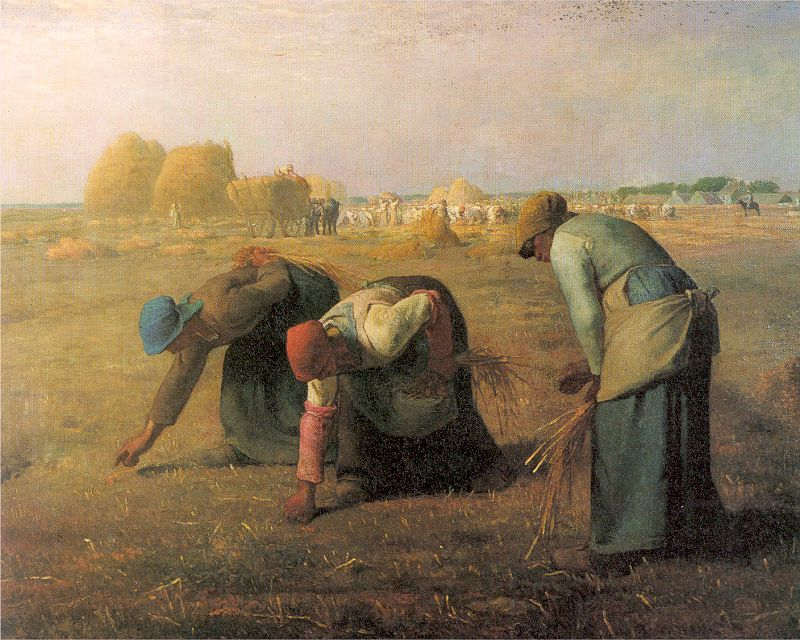
《이삭 줍는 여인들》, 1857년, 오르세 미술관

밀레의 작품들 중 가장 유명한 걸작인 이 작품은 1857년에 그려졌으며 1854년 세로로 긴 캔버스에 그렸던 첫 번째 버전을 다시 각색하여 그린 작품이다. 또 1855년에서 56년까지 사용한 에칭 기법의 영향은 오르세 미술관에 전시된 현재의 작품에 대한 예시이기도 했다. 이 작품은 여인들이 밭에서 허리를 굽히고 추수 이후에 남겨진 이삭을 줍고 있는 모습을 서정적으로 그린 것이다. 가난과 곤궁에 처한 유럽과 아메리카의 노동자 계급(working class)에 대한 민중들의 삶을 그린 상징적 작품이었다.
추수 이후에 남겨진 것들을 줍는 것은 사회에서도 가장 최하급의 일들 중 하나로 여겨지고 있었다. 그러나 밀레는 이 작품에서 이 여인들을 마치 영웅과도 같은 구도 속에서 표현하고 있다. 이전에 그려졌던 첫 번째 버전에서는 옆에 시중드는 종까지 그려 가난하고 멸시 받는 민중들을 마치 귀족이나 왕과 같은 존귀한 인물들로 표현하고 있었던 것이다. 본 작품에서는 그 모습은 사라지고 대신 빛이 열심히 일하는 그녀들의 어깨를 밝게 비추고 있다. 그들의 뒤로 수평선까지 끝없이 펼쳐진 밭은 드넓고 장대한 하늘 아래 저물어가는 노을 빛을 받아 금빛으로 물들어 있다. 이 세 명의 여인들의 모습은 이렇게 밝게 빛을 받은 밭과 달리 그림자가 많이 들어가 배경과 균형과 조화를 이루고 있다. 이 작품 사실주의에 속한다

### 만종(The Angelus)

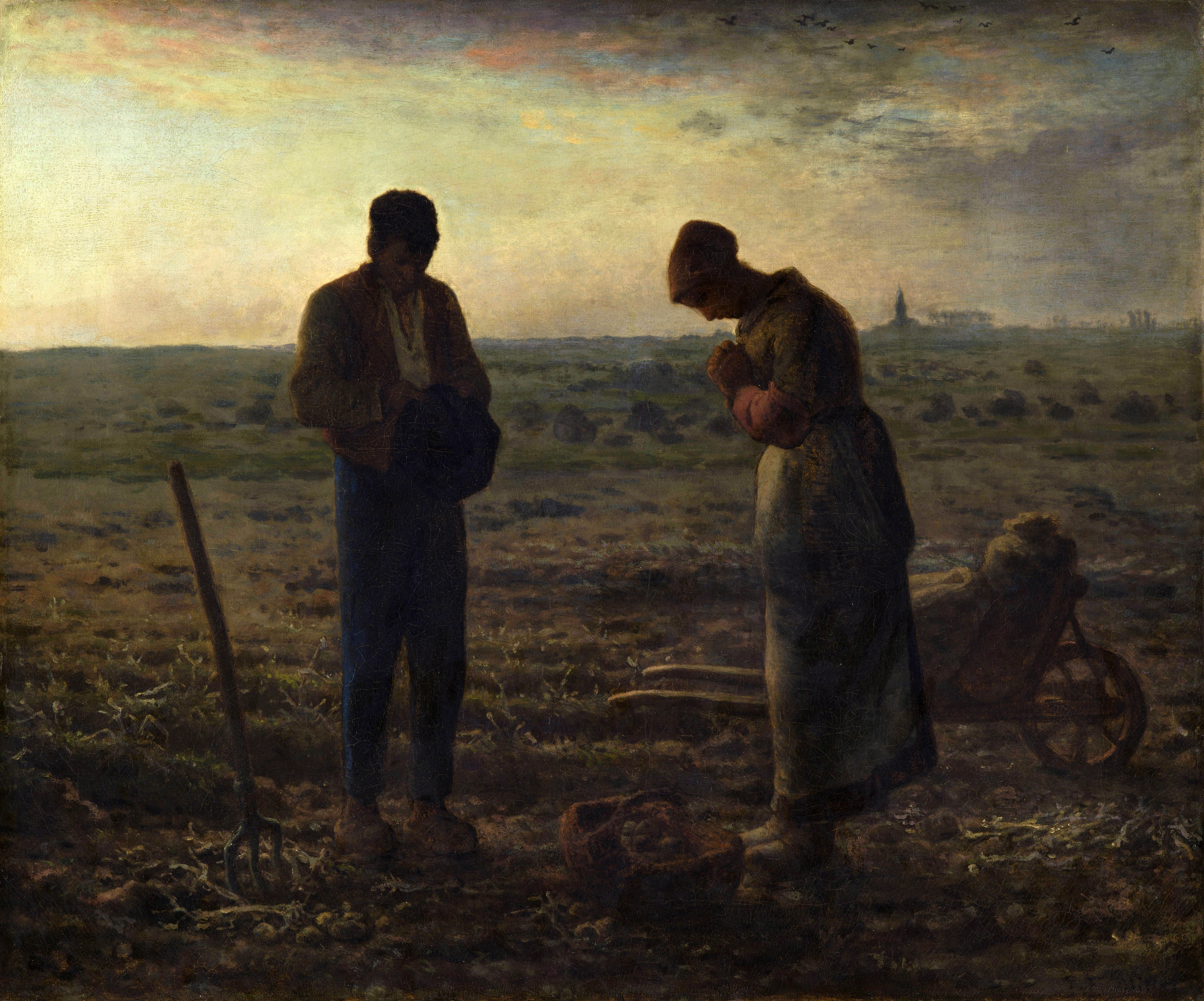
《만종》, 1857-1859년, 오르세 미술관

이 작품은 부유한 미국인이었던 토머스 G. 애플턴(Thomas G. Appleton)의 청탁으로 그리게 된 작품으로, 1857년 여름에 교회의 뾰족탑을 배경에 더하면서 완성되었다. 밀레는 처음에 이 작품에 《감자의 수확을 기도하는 사람들》이라는 제목을 붙였다가 《만종》으로 바꾸었다. 1859년, 작품의 구매자가 이 작품을 가져가지 못하게 되자, 밀레는 1865년부터 이 작품을 공개적으로 전시하게 되며 작품에 나타난 손을 여러번 바꾸게 된다. 몇몇 사람들은 그의 정치적인 공명을 의심했기 때문에 실질적으로 밀레는 손의 모양을 계속 바꿈으로서 작품의 가치를 떨어뜨렸을 뿐이었다. 십여 년 뒤 밀레의 죽음에 이르기까지, 미국과 프랑스 사이에서는 이 작품을 사기 위한 경매 경쟁이 계속되었으며 몇 년 후, 프랑스 측에서 80만 프랑을 제시하면서 비로소 끝나게 되었다.
이렇듯 그림의 가치는 비싼 가격으로 매겨졌지만 정작 생존하는 밀레의 가족은 가난에 허덕이고 있었으며, 이러한 불균형은 'droit de suite'를 고안해내게 된 계기가 되었다. ('Droit de suite'란, 화가의 작품을 되팔게 될 경우 그 수익의 일부를 화가나 화가의 가족에게 필수적으로 지급하는 정책이다.)
여담으로 최근 그림에 엑스레이를 비추어 보았는데 그림 속 감자바구니가 원래는 죽은 아이를 넣은 관이었을 것으로 추측되었다. 즉 원래는 아기가 죽자 기도하는 모습이었다가 밀레가 감자바구니로 바꾼 것으로 추정된다.

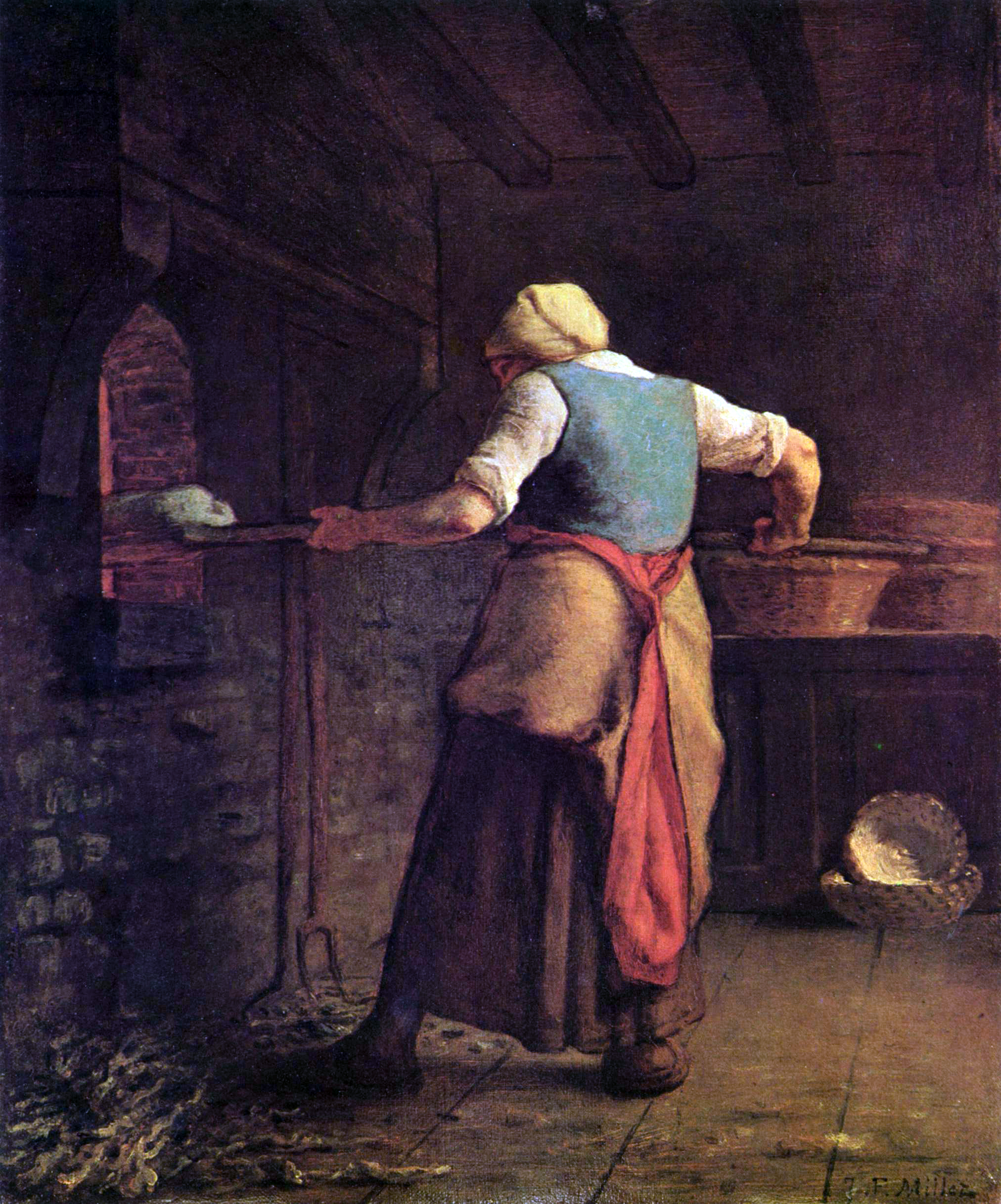
《빵을 굽는 여인》, 1854년. Kröller-Müller 박물관, 오텔로.

### 빵을 굽는 여인
파리 살롱에 전시했던 그의 작품들에 대한 각양각색의 비평들에도 불구하고 밀레의 명성과 성공은 1860년대까지 계속해서 자라났다. 이 시기에 그는 달마다 봉급을 받는 것으로 3년간 25여 점의 작품을 작업할 것을 계약하게 된다. 1865년 또 다른 고객, 에밀 가베(Emile Gavet)는 훗날 90여 점의 작품을 수집하게 되는 그의 수집품 목록에 추가하기 위해 밀레에게 파스텔 작품을 의뢰했다. 1867년에는 World's Fair에서 밀레의 작품들 중 《이삭줍는 여인들》, 《만종》, 그리고 《감자 심는 사람들》 등을 전시회의 대표적인 작품들로 소개하기도 하였다. 이듬해 프레데리크 아르만(Frédéric Hartmann)은 2만 5천 프랑에 《사계》를 그려줄 것을 의뢰하게 되며 밀레는 레지옹 도뇌르 훈장을 수여받아 Chevalier de la Légion d'Honneur라는 이름을 얻게 되었다.
1870년 밀레는 파리 살롱의 심사위원으로 선발되었다. 이후 그는 그와 가족과 함께 프로이센-프랑스 전쟁을 피해 Cherbourg와 Gréville로 이사를 가게 되며 1871년 때까지 바르비종에 돌아가지 않았다. 그의 노년기는 상업적인 큰 성공과 공식적인 명성의 정점으로 평가되었으나, 밀레는 건강이 악화되어 정부에서 의뢰했던 작업을 더 이상 진행할 수가 없었다. 1875년 1월 3일, 그는 카트린(Catherine)과 결혼하였으며 1875년 1월 20일에 빈곤하였을 때 얻은 결핵이 원인이 되어 61세로 숨을 거두었다.

## 훗날의 영향
밀레는 빈센트 반 고흐의 초기 시절 작품에 많은 영향을 준 것으로 유명하다. 밀레와 그의 작품은 반 고흐가 그의 동생 테오 반 고흐에게 보낸 편지에서 자주 등장하고 있다. 노르망디를 그린 클로드 모네의 작품들은 밀레의 풍경화에서 많은 영향을 받은 것으로 보이며, 또한 밀레의 작품들의 구도나 상징적인 요소 등은 쇠라의 작품에도 많은 영향을 주었다. 마크 트웨인의 연극 《Is He Dead?》(1898년작)의 주인공으로 등장하기도 하며 극에서 그는 명예와 부를 위해 그의 죽음을 가장하는 젊은 화가로 등장한다. 하지만 극에서 묘사되는 밀레는 대다수가 허구이다.
밀레의 작품 《괭이 가는 남자》(L'homme a la houe)는 에드윈 마컴에게 영감을 주어 유명한 시 《The Man With the Hoe》(1898년)가 탄생하기도 하였다.
《만종》은 19세기와 20세기에 자주 화가들에게 각색되어 그려지기도 했다. 살바도르 달리는 이 작품에 상당히 매료되어 있었다고 하며 이 작품을 분석하여 "밀레의 만종에 숨겨진 비극적인 신화"라는 글을 남기기도 했다. 달리는 이 작품을 정신적인 평화를 표현한 작품으로 보지 않고 이 작품이 어떠한 메시지와 억압되어 성적 호전성을 상징하고 있다고 믿었다. 달리는 또한 작품 속의 두 명의 인물들이 삼종 기도를 올리는 게 아니라 땅에 묻힌 아이를 위해 기도하고 있는 것이라 생각했다. 달리의 끈덕진 주장 덕분에 이 작품은 그의 주장을 입증하기 위해 엑스 레이 분석을 거쳐야 했다. 엑스 레이 분석으로 알아본 결과 놀랍게도 이 작품은 최종 덧칠 전에 관과 비슷한 형태가 그려져 있었던 것이 밝혀졌다. 그러나 이 형태는 굉장히 불확실하여 정말로 관의 모양인지, 그리고 밀레가 마음을 바꾸어 《만종》을 그리게 되었는지는 아직도 수수께끼로 남아 있다.
|                                                                                |                                                                   |
| 밀레의 《씨 뿌리는 사람》(1865년경) 종이에 파스텔 또는 크레용 (43.5 × 53.5 cm) | 고흐의 《씨 뿌리는 사람》 1888년 6월 캔버스에 유화 (64 × 80.5 cm) |

## 참고 자료
- Champa, Kermit S. 프랑스의 풍경화의 진보: 코로에서 모네까지. Harry N. Abrams, Inc., 1991년. ISBN 0-8109-3757-3
- Murphy, Alexandra R. 장프랑수아 밀레. 미술 박물관, 보스턴, 1984년. ISBN 0-87846-237-6
- Stokes, Simon. 미술과 저작권. Hart Publishing, 2001. ISBN 1-84113-225-X